# الحريات المدنية في المملكة المتحدة
الحريات المدنية في المملكة المتحدة لديها تاريخ طويل في تكوينها. وقد بدأ مع الوثيقة العظمى عام 1215، وهي وثيقة تاريخية في تاريخ دستور المملكة المتحدة. تطورت الحريات المدنية المتقدمة في القانون العام والقانون الأساسي في القرنين السابع عشر والثامن عشر، ولا سيما مع شرعة الحقوق 1689. خلال القرن التاسع عشر، ناضل الناس من الطبقة العاملة للفوز بالحق في التصويت والانضمام إلى نقابات العمال. ورد البرلمان بتشريعات جديدة، وتطورت المواقف من الاقتراع والحريات العامة بشكل أكبر في أعقاب الحربين العالميتين الأولى والثانية. ومنذ ذلك الحين، توسطت علاقة المملكة المتحدة بالحريات المدنية من خلال عضويتها في الاتفاقية الأوروبية لحقوق الإنسان. وقادت المملكة المتحدة، من خلال السير ديفيد ماكسويل-فييف، صياغة الاتفاقية، التي تعبر عن نظرية تحررية مدنية تقليدية. أصبح تطبيقًا مباشرًا في قانون المملكة المتحدة بسن قانون حقوق الإنسان لعام 1998.
عادة ما ينظر إلى العلاقة بين حقوق الإنسان والحريات المدنية على أنها وجهان لعملة واحدة. الحق هو شيء قد تطالب به، في حين أن الحرية هي الحرية من تدخل شخص آخر في حقوقك المفترضة. ومع ذلك، حقوق الإنسان أوسع. في الوثائق العديدة حول العالم، ينطوي ذلك على مزيد من التأكيدات الأخلاقية الجوهرية حول ما هو ضروري، على سبيل المثال، من أجل «الحياة والحرية والسعي لتحقيق السعادة»، «لتطوير شخصية الفرد إلى أقصى إمكانات» أو «حماية الكرامة التي لا يجوز انتهاكها». «الحريات المدنية» هي بالتأكيد، لكنها مدنية بشكل واضح، وتتصل بالمشاركة في الحياة العامة.
كمايكتب الأستاذ كونور جيرتي:

## الديمقراطية

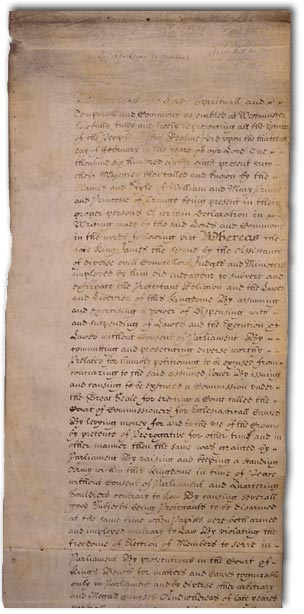
أدت وثيقة حقوق 1689 إلى بطلان سلطة الملك المزعومة في تعطيل القوانين أو عدم العمل بها أو الاستغناء عنها دون موافقة البرلمان وانتهت بموجبها سلطة الملوك المطلقة وبهذا أرسيت دعائم وأسس الديمقراطية التمثيلية والحرية الفردية في البلاد.

- ألغيت تجارة الرقيق في الإمبراطورية البريطانية بعد حملة برلمانية بقيادة وليام ويلبرفورس
- قانون الروم الكاثوليك للإغاثة لعام 1829، أعاد الحقوق المدنية للكاثوليك.
- قانون الإصلاح العظيم لعام 1832، منح حق الملكية أكثر قليلا، ترشيد نظام المقاعد ونظام المحافظة
- ألغى قانون الرق 1833، الرق في جميع أنحاء الإمبراطورية البريطانية. وقانون إعادة التوزيع في العام التالي وسعت نفس المؤهلات التصويت في المدن إلى الريف وأنشأت الدائرة الحالية المكونة من عضو واحد كنمط عادي للتمثيل البرلماني.
- قانون المنازعات التجارية 1906، أزال المسؤولية عن الضرر من أجل النقابات العمالية في الإضراب، بعد أن اخترع مجلس اللوردات في سلسلة من الحالات طرقًا لإفلاس النقابات لأي عمل.
- تم صياغة الاتفاقية الأوروبية لحقوق الإنسان من قبل السير ديفيد ماكسويل-فييف، في ذلك الوقت، رئيس مجلس القسم القانوني والإداري لمجلس أوروبا. انضمام كليمنت أتلي إلى الاتفاقية في عام 1950.
- بدأت الإمبراطورية البريطانية بمنح الاستقلال لجميع مستعمراتها من الهند، إلى أفريقيا إلى المحيط الهادئ.[5]
- تم تنفيذ آخر حالة من عقوبة الإعدام في المملكة المتحدة في عام 1964. وقد ألغيت رسميًا بموجب قانون حقوق الإنسان لعام 1998
- سمح هارولد ويلسون بالتماسات فردية إلى ستراسبورغ في عام 1968.[6]
- أول قضية وصلت إلى المحكمة الأوروبية لحقوق الإنسان، سجين كان قد حرم من محامٍ لتقديم شكوى (زائفة) تشهير ضد أحد الحراس، تم احتجازه الحق في الحصول على محاكمة عادلة بموجب المادة 6 من الاتفاقية الأوروبية لحقوق الإنسان. واعتبر الوصول إلى المحامي والمحاكم عنصراً ضرورياً في الحق في محاكمة عادلة، لأنه بخلاف ذلك يمكن للبلدان إلغاء المحاكم وعدم انتهاكها.

## القرن الواحد والعشرين
- المدعي العام ضد صحيفة الغارديين. لكل لورد جوف من اللجنة القضائية لمجلس اللوردات جاء في حالة مبدأ القانون العام أن [في إنجلترا] الجميع أحرار في فعل أي شيء،
- يسمح قانون تنظيم سلطات التحقيق لعام 2000 للحكومة بمراقبة كاملة لجميع أنواع الاتصالات. المعدل الحالي هو 30 مذكرة تصدر في الأسبوع. في 15 شهرًا من يوليو 2005 إلى أكتوبر 2006، تم إصدار 2,407 مذكرة.
- يسمح قانون الطوارئ المدنية لعام 2004 للحكومة، من أجل «الطوارئ»، بنشر قوات مسلحة في أي مكان في البلاد خلال وقت السلم كما يسمح هذا العقار بأن يتم حجزه، من أجل «حالة طوارئ» مع أو بدون تعويض في أي مكان
- قانون الجريمة المنظمة والشرطة لعام 2005، أنشأ جريمة التحريض على الكراهية الدينية، وهو مخطط إخطار متقدم للاحتجاجات التي تصل إلى كيلومتر واحد من البرلمان.c مدير النيابات العامة.

## وصلات خارجية
- تقرير خاص لصحيفة الغارديان - الحريات المدنية في المملكة المتحدة (بالإنجليزية)